# Urbasur
Urbasur es una  localidad y playa de la provincia de Huelva, nace como núcleo turístico en los últimos años de 1960 como la primera urbanización costera del municipio español de Isla Cristina fuera del casco urbano principal, sin embargo desde al menos el siglo XVIII existen edificaciones estables en la zona para una pequeña población cuyo sustento era la pesca. Se localiza a unos 14 kilómetros de Portugal y a 4'5 de Isla Cristina. En su gran mayoría son chalés unifamiliares con alguna parcela con casas pareadas. En una única parcela existe un bloque de pisos de siete alturas siendo el resto inferior a 3. En 2011 tenía una población de 197 habitantes.

## Estructura
La disposición de sus calles es irregular, con dos calles paralelas a la costa y la carretera A-5054 como ejes estructurantes del proyecto urbanizador inicial a partir de las cuales se trazaron parcelas que no guardan simetría y  con calles que se hicieron cortas, con interrupciones entre sus tramos para evitar la impresión de urbanización extensa y a la vez disminuir la velocidad del tráfico en esta zona residencial. Esta urbanización está destinada a segunda residencia estacional. Junto con Islantilla forma un núcleo urbano de más de dos millones de metros cuadrados (excluida la superficie de Islantilla del término municipal de Lepe).
Parte de su fachada sur, que da a la costa, está interrumpida por un pinar que ha sido respetado desde sus inicios que actualmente es zona protegida del ICONA, por lo que no existe un paseo marítimo que recorra la urbanización en toda su longitud. Hacia el este y tras el desarrollo de Islantilla tras el PGOU de 1987 como zona residencial turística, Urbasur ha crecido hasta su perfecta integración con este nuevo núcleo urbano, conocida la más importante de estas actuaciones para la integración como "Casas Blancas de Urbasur". La carretera comarcal A-5054 (Isla Cristina-La Antilla) establece su límite norte, ya que al otro lado existe un camping hacia Isla Cristina y la urbanización de Islantilla hacia La Antilla. Todas las calles salvo dos tienen nombre de animales marinos.

## Servicios
La playa de Urbasur cuenta con uno de los mejores accesos del municipio ya que la ordenación de la urbanización permite un fácil acceso. Existen pistas de tenis y fútbol sala cerca del pequeño paseo marítimo y también algunos restaurantes a pie de playa. La playa cuenta con duchas y lavapies públicos, camino de madera para el acceso al interior de la playa, con unos 70 metros de ancho, módulo de socorrismo, policía y vigilancia de la playa.
Existe un servicio de autobús urbano (con una frecuencia horaria) que une la localidad con Isla Cristina e Islantilla al igual que un autobús de largo recorrido con escasa frecuencia (dos al día aproximadamente) que unen la costa de occidental de la provincia desde Ayamonte hasta Huelva.